# Hays (Teksas)
Hays je grad u američkoj saveznoj državi Teksas. Prema popisu stanovništva iz 2010. u njemu je živjelo 217 stanovnika.